# Simona Votyová
Simona Votyová (* 13. prosince 1971) je česká spisovatelka a novinářka. Několik let působila v televizi Prima jako reportérka krimi ve hlavním zpravodajství. Poté nastoupila do neziskového sektoru v rámci projektu Nadace Vodafone Rok jinak. Stala se PR manažerkou v asociaci pomáhající lidem s autismem APLA (nyní Nautis). Pravidelně přispívala do několika časopisů, např. Žena a život, a měla vlastní blog na serveru Proženy.cz, který se jmenoval „14 000 dní do smrti“. Také se podílela na několika dokumentech (Duše za sklem, Zlatá mládež). V letech 2016–2018 natáčela reportáže pro Českou televizi do pořadu Gejzír. Podle její první knihy (Dalmatin Barvička) vznikl dětský muzikál Bílý dalmatin, který hrálo několik let divadlo Kalich pod režií Mirjam Landa. Vede dětskou populární kapelu Čiperkové, která ji vedle psaní knih v současné době zaměstnává. Na motivy jejího románu Provařená se začal v roce 2019 natáčet film. Kvůli pandemii bylo ale natáčení v roce 2020 zastaveno.

## Dílo
- Dalmatin Barvička 2002
- Nedávejte do hrobu motýla živého (spoluautor) 2015
- Čiperkové 2016
- Deník psa Piráta 2017
- Provařená 2017
- Čiperkové na cestách 2018
- Divnozvířátka 2018
- Chci tě mít ve skříni 2019
- Čiperkové - Frčíme dál 2021
- Myší díra 2021
- Kdyby 2023

## Soukromý život
Jako dítě byla kvůli nemoci své matky nějakou dobu umístěna v dětském zařízení (dnešní Klokánek). Svého biologického otce nalezla pomocí Facebooku až v dospělosti. Má dvě děti.